# ISO 3166-2:TL
ISO 3166-2:TL é o subconjunto de códigos definido em ISO 3166-2, parte do padrão ISO 3166 publicado pela Organização Internacional para a Padronização (ISO), para os nomes das principais subdivisões de Timor-Leste.
Atualmente para Timor-Leste, os códigos ISO 3166-2 estão definidos para 12 municípios e 1 região administrativa especial, sendo que ainda não foi definido um código para o município de Ataúro.
Cada código consiste em duas partes, separadas por um hífen. A primeira parte é o código ISO 3166-1 alfa-2 de Timor Leste. A segunda parte são duas letras.
Antes de se tornar independente da Indonésia em 2002, Timor-Leste recebeu oficialmente o código ISO 3166-1 alfa-2 TP (em referência ao Timor Português). Além disso, também lhe foi atribuído o código ISO 3166-2 TT na entrada para a Indonésia.

## Códigos atuais
Os nomes das subdivisões são listados conforme o padrão ISO 3166-2 publicado pela Agência de Manutenção ISO 3166 (ISO 3166/MA).
Os códigos ISO 639-1 e ISO 639-2 são usados para representar nomes de subdivisões nos seguintes idiomas administrativos:
- (pt): Português
- (-): Tétum

| Código | Nome da subdivisão (pt)                      | Nome da subdivisão (-) | Categoria                      |
| ------ | -------------------------------------------- | ---------------------- | ------------------------------ |
| TL-AL  | Aileu                                        | Aileu                  | município                      |
| TL-AN  | Ainaro                                       | Ainaru                 | município                      |
| TL-BA  | Baucau                                       | Baukau                 | município                      |
| TL-BO  | Bobonaro                                     | Bobonaru               | município                      |
| TL-CO  | Cova Lima                                    | Kovalima               | município                      |
| TL-DI  | Díli                                         | Díli                   | município                      |
| TL-ER  | Ermera                                       | Ermera                 | município                      |
| TL-LA  | Lautém                                       | Lautein                | município                      |
| TL-LI  | Liquiça                                      | Likisá                 | município                      |
| TL-MT  | Manatuto                                     | Manatutu               | município                      |
| TL-MF  | Manufahi                                     | Manufahi               | município                      |
| TL-OE  | Oé-Cusse Ambeno (a variante local é Oecussi) | Oekusi-Ambenu          | região administrativa especial |
| TL-VI  | Viqueque                                     | Vikeke                 | município                      |

## Mudanças
As seguintes alterações na entrada foram anunciadas pela ISO 3166/MA desde a primeira publicação da ISO 3166-2 em 1998. A ISO parou de emitir boletins informativos em 2013.
| Boletim de Notícias                                          | Data de emissão                    | Descrição da alteração no boletim informativo | Alteração de código/subdivisão        |
| ------------------------------------------------------------ | ---------------------------------- | --- | ------------------------------------- |
| Newsletter I-3                                               | 2002-08-20                         | Alteração do elemento de código ISO 3166-1 alfa-2 para TL. Inserção de 13 distritos. De acordo com o boletim informativo ISO 3166-1 V-5 | Subdivisões adicionadas: 13 distritos |
| Newsletter I-4                                               | 2002-12-10                         | Alteração do nome do país de acordo com a Newsletter ISO 3166-1 V-6 (Timor-Leste renomeado como Timor-Leste em Inglês e Francês). Correção ortográfica em TL-LI | (a definir)                           |
| Newsletter II-3                                              | 2011-12-13 (corrigido 2011-12-15 ) | Atualização do ajuste de idioma e atualização da lista de fontes. | Mudança ortográfica TL-DI Dili → Díli |
| Online Browsing Platform (OBP)Online Browsing Platform (OBP) | 26/11/2018                         | Alteração do nome da categoria de loteamento de distrito para município; Adição do nome da categoria em tet; Alteração da denominação da categoria de distrito para região administrativa especial para TL-OE; Mudança de grafia no por do TL-OE; Mudança de grafia de TL-LA; Adição de variação local de TL-OE; Atualizar fonte da lista | (a definir)                           |